# Андреевский зал
Андре́евский за́л — тронный зал Большого Кремлёвского дворца, являющийся частью анфилады гербовых парадных помещений. Был построен в 1838—1849 годах по проекту архитектора Константина Тона. Назван в честь ордена Святого апостола Андрея Первозванного. В 1932—1935 годах помещение было перестроено и объединено с Александровским залом для проведения заседаний Верховного Совета СССР и заседаний Верховного Совета РСФСР. В 1994—1999 годах палатам вернули исторический облик.

## История
До строительства Большого Кремлёвского дворца на месте той его части, где расположен Андреевский зал, размещались разнообразные постройки. Во времена правления Ивана III на этом участке находились покои великой княжны Софьи Фоминичны, а в XV—XVII веках часть территории занимал Запасной дворец с Верхним Набережным садом, в прудах которого на потешных кораблях осваивал морское дело Пётр I.
В 1838—1849 годах на этой земле был возведён Большой Кремлёвский дворец, ставший главной резиденцией монархов во время пребывания в Москве. Архитектором проекта выступил Константин Тон, который организовал в здании и жилые, и парадные комнаты. Андреевский зал считался главным в анфиладе официальных помещений, посвящённых военным наградам Российской империи. Он соответствовал старейшему ордену Андрея Первозванного, который в 1698-м учредил Пётр I. Некоторые исследователи полагают, что убранство помещения должно было стать мемориалом заслуг монарха.
Зал использовался для торжественных мероприятий, в его стенах проходили коронации Александра II, Александра III и Николая II. Изначально центром помещения являлся трон действующего монарха, украшенный резьбой и драгоценными камнями. В конце XIX века на постаменте расположили три сидения вместо одного: для императора Николая II, императриц Александры Фёдоровны и Марии Фёдоровны. Во время церемоний, проходивших в этих палатах, только они имели право сидеть.
После Октябрьской революции Андреевский зал был передан в ведомство Главнауки, однако в 1924 году перешёл в ведение ВЦИК. Через два года по указанию коменданта Кремля Рудольфа Петерсона царское ложе разобрали. В это время в парадных залах дворца проводились конгрессы Коминтерна, съезды и встречи на высшем уровне. В 1933—1934 годах по проекту архитектора Иллариона Иванова-Шица Андреевский и Александровский залы объединили и перестроили для проведения заседаний Верховного Совета СССР.
В 1993 году президент России Борис Ельцин распорядился восстановить исторический облик палат. В книге Константина Михайлова «Москва, которую мы потеряли» сказано, что одной из возможных причин воссоздания облика зала могло быть желание президента выселить из Кремля депутатов, заседавших в перестроенных залах. В 1994—1999 годах в палатах проводилась реконструкция с применением компьютерного 3D-моделирования, архивных документов и чертежей. Руководителем проекта выступил реставратор Сергей Васильевич Демидов, в разработке интерьеров также участвовал художник Илья Глазунов. Гербы, украшавшие комнату, и многоцветный деревянный паркет были воссозданы Владимиром Андреевичем Агейченко. Для точного воспроизведения пола использовали 23 вида древесины, среди которых были и африканские породы. По легенде, один из мастеров так переживал за воспроизведение лепнины рабочими, что четыре дня ночевал на полу Андреевского зала. Однако, несмотря на историческую точность восстановленного интерьера, некоторые расхождения с оригинальным устройством встречаются. Так, для создания сводов применяли бетон, что позволило заметно сократить срок выполнения работ.
После реконструкции помещение использовалось для торжественных встреч и мероприятий. По традиции, заложенной в 1999 году Борисом Ельциным, в стенах палаты проводятся приёмы для выпускников военных вузов. Кроме того, комната используется для заседания Госсовета и встреч иностранных послов. Именно в Андреевском зале проходит инаугурация президента России.

## Интерьер
Десять квадратных колонн из белого мрамора разделяют комнату на три нефа, что создаёт аналогию с храмовым зодчеством. Над ними расположен сводчатый потолок, который также был необычен для дворцовой архитектуры. Столбы украшены позолотой, а капители — изображениями двуглавого орла и апостола Андрея Первозванного, распятого на косом кресте. Вдоль стен помещены гербы всех областей и губерний страны, портал отделан лепниной с вензелями Петра I, основавшего орден, Павла I, установившего статус награды, и Николая I, в правление которого был построен зал. Стены помещения обиты плотной шёлковой тканью лазурного оттенка, двери декорированы орденскими крестами и цепями, а сложный рисунок паркета изначально был выложен по эскизу художника Фёдора Солнцева.
В центральной части зала напротив входа располагается царское место, отделённое шестиступенчатым подъёмом. Для коронации каждого монарха изготавливался новый престол с его вензелем. Зона расположения тронов была декорирована шатровым куполом, который в парадные дни украшало полотно из меха горностая, после реставрации его заменили искусственной копией. На спинке и потолке балдахина находятся рисунки двуглавых орлов, на стене поверх шатра — позолоченное изображение всевидящего ока. Некоторые исследователи полагают, что символ был выбран как обозначение Святой Троицы в христианстве.
Помещение освещается десятью бронзовыми люстрами и 35 бра, на которых в общей сложности закреплено 2095 лампочек. В комнате были установлены два камина из особо прочной серо-фиолетовой конгорской яшмы, огранку которой во время строительства дворца выполнила Колыванская шлифовальная фабрика. Один из современников архитектора так описывал замысел декоративного убранства комнаты:
В этой зале особенно видна идея единства русской народности, православия и самодержавия. Здесь вся Русь, все её представители окружают трон своего монарха как верные его подданные, как его дети... Над первым ярусом окон по поясу карниза, кругом всей залы размещены гербы всех царств, княжеств, областей и губерний, составляющих одно неразрывное целое, одну величайшую в свете монархию, управляемую одним главою, одушевляемую одной мыслью и чувством — и сильную своим единством... В верху между окнами... крест апостола Андрея, повешенный на Андреевской цепи, которая, как золотой венок, окружает Андреевскую звезду, этим — крестом, венком и звездою — довершается высокая идея залы — над каждым царством, областью и губернией, словом: над всею Русью, везде виден её покровитель — святой Андрей Первозванный.